# Shagou
Shagou (kinesiska: 沙沟镇, 沙沟) är en köping i Kina. Den ligger i provinsen Shandong, i den östra delen av landet, omkring 160 kilometer sydost om provinshuvudstaden Jinan. Shagou ligger vid sjön Shagou Shuiku.
Genomsnittlig årsnederbörd är 853 millimeter. Den regnigaste månaden är juli, med i genomsnitt 294 mm nederbörd, och den torraste är januari, med 8 mm nederbörd.